# Kriváň
Kriváň je gora v Visokih Tatrah na Slovaškem, ki se nahaja v zgornjem delu nekdanje pokrajine Liptov. Veliko ljubiteljev narave ga je razglasilo za najlepši vrh države. Ker je lahko dostopen ter zaradi številnih označenih poti in razgleda iz vrha, je Kriváň najljubša točka izletnikov na zahodnem delu Visokih Tatar. Kriváň je prav tako glaven etnični in narodni simbol Slovaške zadnjih dveh stoletji. Omenja se v pesmih v 19. stoletju, ter prikazan je na slikah in dokumentarcih. Na državnem glasovanju leta 2005 so goro izbrali za eno izmed podob na slovaških evrokovancih.

## Ime
Ime Kriváň se prvič omenja kot Kriwan leta 1639. Beseda prihaja iz korena kriv, kar se nanaša na podobo, kakršno ima gora ob pogledu iz zahodne in južne strani. Poljsko ime za goro je Krzywań.
Ime Kriváň si delita še dva vrhova v bližini gorovja Malá Fatra. Tako se imenuje tudi vas Kriváň daleč na južnem delu Slovaške.

## Zgodovina
Osredotočeno le na vizualni pogled je Kriváň tekmoval za naziv najvišjega vrha Visokih Tater skupaj goro Lomnický štít, ki je videti večji iz vzhoda, do leta 1793 ko je bil slednji natančno opredeljen kot višji (toda pomotoma kot najvišji vrh gorske verige, kar je leta 1837 popravil Ludwig Greiner).